# Иллинген (Вюртемберг)
Иллинген (нем. Illingen) — община в Германии, в земле Баден-Вюртемберг.
Подчиняется административному округу Карлсруэ. Входит в состав района Энц. Население составляет 7131 человек (на 31 декабря 2010 года). Занимает площадь 29,36 км².
Коммуна подразделяется на 2 сельских округа.

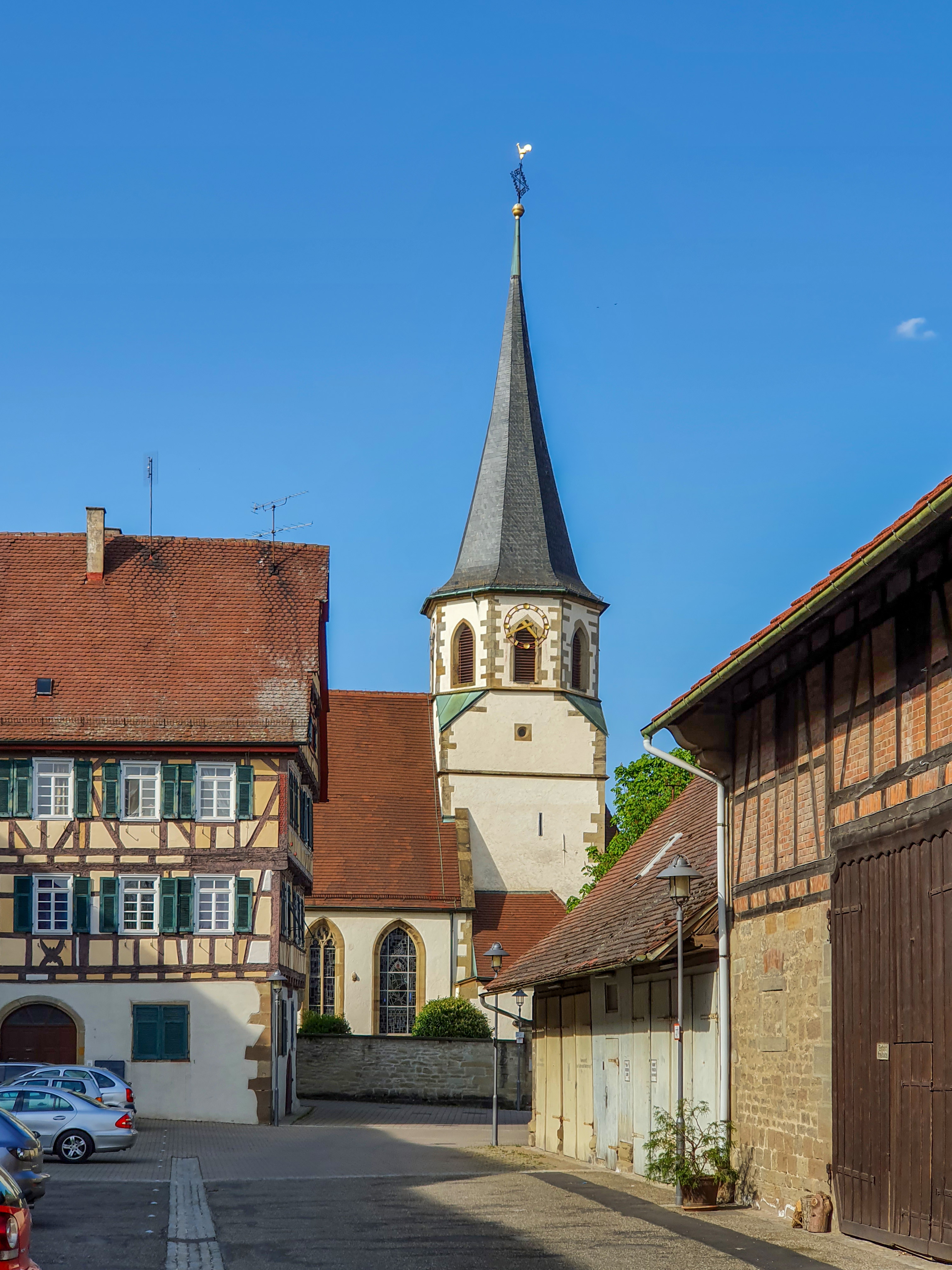
Башня